# 秦仲
秦仲（前875年—前822年），西周时期秦国君主。公伯之子，在位23年。

## 生平
前845年，公伯去世，其子秦仲继位。
前842年，周厉王无道，诸侯反叛。西戎反叛王室，灭西犬丘（今甘肃省礼县境内）大骆一族。
前824年，周宣王任命秦仲為大夫，命他攻打西戎。
前822年，秦仲战死于西戎。秦仲有子五人，長子秦庄公繼位。周平王时追念秦仲之功，封秦仲少子公子康于夏陽（陝西省韩城市南），建立梁国。
秦仲在位时，秦人得到了车马、礼乐和服侍的臣子，秦人开始强大起来。

## 评价
郑桓公曾向史伯询问姜姓和嬴姓诸侯中哪个国家会强盛，史伯回答说：“国土广大而且国君有德行的国家差不多都能强盛，秦仲（嬴姓）和齐庄公（姜姓）是人中俊杰，又是大国，恐怕他们该强盛吧？”郑桓公十分赞同史伯的回答。